# Xã German, Quận Clark, Ohio
Xã German (tiếng Anh: German Township) là một xã thuộc quận Clark, tiểu bang Ohio, Hoa Kỳ. Năm 2010, dân số của xã này là 7.487 người.